# 魏震 (足球运动员)
魏震（1997年1月12日—），安徽省六安市人，中国足球运动员。现效力上海海港，司职后卫。

## 俱乐部生涯
2014年11月，上海幸运星青年队整体被上海上港收购，魏震也随之加入上港预备队。 2016年夏季转会窗，魏震被提拔至上港一线队。 2017年8月3日，在2017年中国足协杯第五轮第二回合主场4-0战胜天津权健的比赛中，魏震作为U23球员首发并踢满全场，完成了自己的成年队首秀。 3天后，同样是主场对阵天津权健的中超联赛中，魏震再次踢满全场，完成了自己的联赛首秀，且被选为全场最佳球员。